# Lista de deputados estaduais da Bahia da 5.ª legislatura
Essa é uma lista de deputados estadual da Bahia eleitos para o período 1963-1967. Foram 60 eleitos.

## Composição das bancadas
| Partido | Líder                      | Bancada | Posição      |
| ------- | -------------------------- | ------- | ------------ |
| UDN     | Áureo de Oliveira Filho    | 13 / 60 | Governo      |
| PSD     | Edvaldo Brandão Correia    | 10 / 60 | Oposição     |
| PR      | José Adelmário Pinheiro    | 7 / 60  | Governo      |
| PDC     | Menandro Minahim           | 6 / 60  | Independente |
| PTB     | José Azi                   | 6 / 60  | Governo      |
| PST     | Francisco Neves Filho      | 5 / 60  | Oposição     |
| PSP     | Bolívar Sant'Anna Baptista | 4 / 60  | Oposição     |
| PL      | João Borges                | 3 / 60  | Governo      |
| PRP     | Durval Barbosa             | 2 / 60  | Independente |
| PTN     | Walter Ribeiro             | 2 / 60  | Oposição     |
| MTR     | Sebastião Nery             | 1 / 60  | Independente |
| PSB     | Wilton Valença             | 1 / 60  | Oposição     |

## Deputados estaduais
| Número | Deputados estaduais eleitos            | Partido | Votação | Cidade onde nasceu     | Unidade federativa |
| 17525  | Cristóvão Ferreira                     | PDC     | 11.887  | Salvador               | Bahia              |
| 22568  | Juracy Magalhães Júnior                | UDN     | 10.791  | Salvador               | Bahia              |
| 41709  | Antônio Brito da Silva                 | PSD     | 10.766  | Ribeira do Amparo      | Bahia              |
| 22134  | Wilson Lins                            | UDN     | 9.415   | Pilão Arcado           | Bahia              |
| 41237  | Bolivar Sant'Anna Baptista             | PSD     | 8.677   | Juazeiro               | Bahia              |
| 41571  | Paulo Maciel Fernandes                 | PSD     | 8.304   | Caculé                 | Bahia              |
| 41831  | Abelardo Veloso                        | PSD     | 8.151   | Salvador               | Bahia              |
| 41940  | Urbano de Almeida Neto                 | PSD     | 7.740   | Jitaúna                | Bahia              |
| 41235  | Clodoaldo de Oliveira Campos           | PSD     | 7.711   | Irará                  | Bahia              |
| 41381  | Nelson David Ribeiro                   | PSD     | 7.568   | Camamu                 | Bahia              |
| 14129  | Renato Rodemburg de Medeiros Netto     | PTB     | 7.452   | Salvador               | Bahia              |
| 41555  | Edvaldo Brandão Correia                | PSD     | 7.197   | Cachoeira              | Bahia              |
| 22292  | José de Almeida Alcântara              | UDN     | 6.898   | Caravelas              | Bahia              |
| 41498  | Theócrito Calixto da Cunha             | PSD     | 6.740   | Conceição do Coité     | Bahia              |
| 22405  | Deolisano Rodrigues de Souza           | UDN     | 6.721   | Jequitinhonha          | Minas Gerais       |
| 20280  | Francisco Rocha Pires                  | PR      | 6.625   | Jacobina               | Bahia              |
| 52111  | Francisco Batista Neves Filho          | PST     | 6.342   | Caetité                | Bahia              |
| 22942  | Jutahy Magalhães                       | UDN     | 6.259   | Rio de Janeiro         | Rio de Janeiro     |
| 22875  | Orlando Ferreira Spínola               | UDN     | 6.257   | Salvador               | Bahia              |
| 41950  | Djalma Alves Bessa                     | PSD     | 6.225   | Xique-Xique            | Bahia              |
| 14185  | Hamilton Saback Cohim                  | PTB     | 6.167   | Feira de Santana       | Bahia              |
| 44429  | Wilde de Oliveira Lima                 | PRP     | 6.137   | Vitória da Conquista   | Bahia              |
| 22395  | Honorato Viana de Castro               | UDN     | 6.023   | Casa Nova              | Bahia              |
| 22128  | Áureo de Oliveira Filho                | UDN     | 5.996   | Feira de Santana       | Bahia              |
| 14321  | José da Silva Azi                      | PTB     | 5.849   | Lamarão                | Bahia              |
| 40688  | Wilton Valença                         | PSB     | 5.803   | Ilhéus                 | Bahia              |
| 22265  | Accioly Vieira                         | UDN     | 5.802   | Cícero Dantas          | Bahia              |
| 20868  | Paulo da Silva Nunes                   | PR      | 5.801   | Frei Paulo             | Sergipe            |
| 20880  | Oswaldo Teixeira de Almeida            | PR      | 5.481   | Seabra                 | Bahia              |
| 22756  | João Mendes da Costa Neto              | UDN     | 5.477   | Salvador               | Bahia              |
| 22700  | Henrique Weyll Cardoso e Silva         | UDN     | 5.314   | Ilhéus                 | Bahia              |
| 20108  | José Adelmário Pinheiro                | PR      | 5.192   | Pojuca                 | Bahia              |
| 52386  | José Bezerra Neto                      | PST     | 4.996   | Quijingue              | Bahia              |
| 22263  | Deoclides Gonçalves Sacramento Neto    | UDN     | 4.988   | Ruy Barbosa            | Bahia              |
| 42159  | João Borges de Figueiredo              | PL      | 4.923   | Macaúbas               | Bahia              |
| 17753  | Menandro José Minahim                  | PDC     | 4.851   | Salvador               | Bahia              |
| 22517  | José Cândido de Carvalho Filho         | UDN     | 4.843   | Boa Viagem             | Ceará              |
| 17357  | João Bião de Cerqueira e Souza         | PDC     | 4.823   | São Francisco do Conde | Bahia              |
| 20293  | Eujácio Simões Viana                   | PR      | 4.756   | Itororó                | Bahia              |
| 17775  | Alberto Teixeira Barreto               | PDC     | 4.737   | Itabuna                | Bahia              |
| 14315  | José Juarez Maciel Hortélio            | PTB     | 4.700   | Serrinha               | Bahia              |
| 46481  | Edvaldo Valois Coutinho                | PSP     | 4.696   | Jacobina               | Bahia              |
| 46724  | Ênio Mendes de Carvalho                | PSP     | 4.690   | Esplanada              | Bahia              |
| 42471  | Ana Oliveira                           | PL      | 4.689   | Serrinha               | Bahia              |
| 17254  | Diógenes Alves                         | PDC     | 4.630   | Salvador               | Bahia              |
| 46125  | Francisco Moitinho Dourado             | PSP     | 4.606   | Irecê                  | Bahia              |
| 42266  | Agostinho Cardoso Pinheiro             | PL      | 4.555   | São Miguel das Matas   | Bahia              |
| 17440  | Sebastião Azevedo                      | PDC     | 4.496   | Divinópolis            | Minas Gerais       |
| 20938  | Humberto Guedes de Araújo              | PR      | 4.476   | Santo Antônio de Jesus | Bahia              |
| 46967  | Durval Gama Sobrinho                   | PSP     | 4.457   | Salvador               | Bahia              |
| 20644  | José Medrado Vaz Santos                | PR      | 4.454   | Macaúbas               | Bahia              |
| 14384  | Christovam Colombo Maia Sampaio        | PTB     | 4.451   | Salvador               | Bahia              |
| 19949  | Vespasiano Dias                        | PTN     | 4.383   | Tanhaçu                | Bahia              |
| 52428  | Horácio de Matos Júnior                | PST     | 4.339   | Lençóis                | Bahia              |
| 14953  | Luiz Paulo Athayde                     | PTB     | 4.436   | Salvador               | Bahia              |
| 52697  | Carlos Ernesto Linhares de Albuquerque | PST     | 4.115   | Salvador               | Bahia              |
| 52765  | Antônio de Almeida Cruz                | PST     | 3.877   | Santaluz               | Bahia              |
| 19663  | Walter Dias Ribeiro                    | PTN     | 3.175   | São Raimundo Nonato    | Piauí              |
| 44810  | Durval Barbosa da Cunha                | PRP     | 2.843   | Juazeiro               | Bahia              |
| 35247  | Sebastião Nery                         | MTR     | 1.992   | Jaguaquara             | Bahia              |